# Joseph Cordina
Joseph Cordina (conocido como Joe Cordina; Cardiff, 1 de diciembre de 1991) es un deportista británico que compite en boxeo. Ganó una medalla de oro en el Campeonato Europeo de Boxeo Aficionado de 2015, en el peso ligero.
En abril de 2017 disputó su primera pelea como profesional. En marzo de 2018 conquistó el título internacional de la AMB, en la categoría de peso ligero; en junio de 2022 ganó el título mundial de la IBF del peso superpluma.
En su carrera profesional tuvo en total 18 combates, con un registro de 17 victorias y 1 derrota.

## Palmarés internacional
| Campeonato Europeo | Campeonato Europeo | Campeonato Europeo | Campeonato Europeo |
| Año                | Lugar              | Medalla            | Categoría          |
| ------------------ | ------------------ | ------------------ | ------------------ |
| 2015               | Samokov (Bulgaria) | Medalla de oro     | 60 kg              |